# 特奧多魯桑帕尤 (聖保羅州)

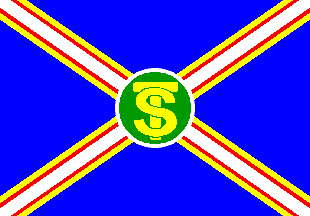
特奥多鲁桑帕尤的旗帜

22°31′57″S 52°10′03″W / 22.53250°S 52.16750°W
特奧多魯桑帕尤（葡萄牙語：Teodoro Sampaio），是巴西的城鎮，位於該國南部，由聖保羅州負責管轄，始建於1952年1月7日，面積1,557平方公里，海拔高度321米，2010年人口21,389，人口密度每平方公里13.74人。